# Протесты на Кубе (2021)
Серия кубинских антиправительственных протестов началась 11 июля 2021 года в столице страны Гаване и в других крупных городах. Поводом стало нормирование продуктов питания и медикаментов и их нехватка в стране, что особенно остро ощущалось во время самой тяжёлой фазы пандемии COVID-19 в стране. Протесты вспыхнули после сообщений о новом рекорде ежедневной заболеваемости и смертности.
В течение нескольких дней властям удалось полностью взять ситуацию под контроль. Тем не менее, наблюдатели охарактеризовали протесты как несопоставимо более масштабные по сравнению с протестами 2020 года и как крупнейшие антиправительственные демонстрации на Кубе со времён Малеконасо в 1994 году.

## Протесты

### 11 июля
11 июля 2021 года возникли как минимум 2 спонтанные демонстрации — в Сан-Антонио-де-лос-Баньос, пригороде Гаваны, и в Пальма-Сориано, в провинции Сантьяго-де-Куба, со скандированием лозунга «Patria y Vida» («родина и жизнь»), ставшего знаковым для оппозиции кастроизму, в противоположность официальному лозунгу «Родина или смерть». В социальных сетях транслировались видеоролики протестующих, скандирующих лозунги «Свобода», «Долой коммунизм» и «Мы не боимся», а также с требованиями вакцины. Оппозиционные СМИ, такие как Martí Noticias, опубликовали в социальных сетях видеоролики протестов на Малеконе в Гаване, в Сантьяго, Санта-Кларе, Сьего-де-Авиле, Камагуэе, Баямо, Гуантанамо, Сан-Хосе-де-лас-Лахасе, Ольгине, Карденасе; также были опубликованы видеозаписи демонстраций за рубежом, например, на площади Пуэрта-дель-Соль в Мадриде, Испания. Кубинцы, проживающие в Чили, также поддержали протесты, направившись к кубинскому консульству в стране.
По словам Орландо Гутьерреса, изгнанного диссидента Ассамблеи кубинского сопротивления, протесты прошли более чем в 15 городах Кубы. Орландо Гутьеррес попросил правительство США возглавить международную интервенцию, чтобы не допустить, чтобы протестующие стали «жертвами кровопролития».
Жители Сан-Антонио сообщили, что полиция подавила протестующих и задержала нескольких участников. Президент Кубы Диас-Канель призвал своих сторонников выйти на улицы в ответ на демонстрации, заявив: «Приказ бороться, революционеры на улицы» в специальной телепередаче. При этом он также обвинил Соединённые Штаты за беспорядки. Правительство Кубы назвало протесты «контрреволюционными».
Движение Сан-Исидро призвало людей пройти маршем к Малекону в Гаване, а Эрика Гевара-Росас, директор Amnesty International в Северной и Южной Америке, заявила, что в местах, где люди вышли на акции протеста, были отмечены отключения Интернета, и призвала правительство Мигеля Диас-Канеля уважать право народа на мирные собрания.

### Реакция правительства
В ответ на выступления Первый секретарь компартии Кубы Диас-Канель призвал коммунистов выходить на улицы и давать отпор протестующим. 11 июля 2021 года, выступая в эфире государственного телевидения Диас-Канель заявил:

Мы готовы отдать свою жизнь. Им нужно перешагнуть через наши трупы, если они хотят встретиться с революцией. Мы готовы ко всему и будем драться на улицах.
По данным агентства Рейтер, в Гаване были замечены автомобили силовых ведомств, оснащённые пулемётами.

### 12 июля
На следующий день, 12 июля, протесты в крупных городах не наблюдались, однако было отмечено массовое присутствие полиции со спецтехникой во всех людных местах. Было задержано около 100 участников протестов.
12 июля поступили сообщения о новых протестах на Кубе. Журналист испанской газеты ABC был арестован, а группа протестующих уничтожила изображение Фиделя Кастро. Интернет-наблюдатель NetBlocks сообщил, что платформы социальных сетей на Кубе подвергались цензуре начиная с 12 июля 2021 года, хотя использование VPN помогло обойти правительственные блокировки, несмотря на присутствие полиции на улицах Гаваны. По данным SwissInfo, десятки женщин собрались перед полицейскими участками, чтобы узнать о местонахождении их мужей, детей и родственников, арестованных или пропавших без вести во время событий предыдущего дня. Столкнувшись с обвинениями в пропаже людей без вести, Диас-Канель заявил: «Они уже придумали, что на Кубе мы репрессируем, мы убиваем. Где кубинские убийства? Где кубинские репрессии? Где пропавшие без вести на Кубе?».
Состоялось собрание высшего руководства Коммунистической партии Кубы, с участием бывшего первого секретаря Рауля Кастро, на котором был рассмотрен вопрос протестов. Было заявлено, что «были проанализированы провокации, организованные контрреволюционными элементами, организованные и финансируемые из Соединённых Штатов с дестабилизирующими целями».
Диас-Канель обвинил Соединённые Штаты в использовании политики «экономического удушья [с целью] вызвать социальные волнения» на Кубе. Министр иностранных дел Бруно Родригес Паррилья назвал протестующих «вандалами».
Власти заблокировали доступ к платформам социальных сетей, таким как WhatsApp, Telegram, Facebook и Instagram.

### 13 июля
Американская организация 501 (c) (3) Cuba Decide оценила число погибших во время протестов в пять человек.
Во время интервью в прямом эфире испанской телепрограммы «Todo es mentira» кубинская активистка и блогер Дина Старс была задержана кубинскими силовиками.
В Майами, Флорида, США, протестующие временно заблокировали скоростную автомагистраль Пальметто в обоих направлениях, чтобы продемонстрировать поддержку кубинским протестующим. Некоторые газеты сообщили, что протестующие нарушили закон Флориды о борьбе с беспорядками; тем не менее, никому из протестующих не были предъявлены обвинения, и губернатор Флориды Рон ДеСантис сказал, что не считает, что закон применим.

### 14 июля
Веб-страница CiberCuba публикует видео, где группа «чёрных беретов», кубинских полицейских, врывается в дом демонстранта и сразу же стреляет в него на глазах у его жены и детей.
Заместитель министра внутренних дел Кубы Хесус Мануэль Бурон Табит ушёл в отставку после того, как поставил под сомнение принятие решений в министерстве и Совете безопасности, а также чрезмерное использование полиции для подавления демонстраций.
Кубинские власти отменили до 31 декабря 2021 года таможенные ограничения, ограничивавшие импорт средств гигиены, лекарств и продуктов питания. Кроме того, отменена обязанность использовать шкалу заработной платы для выплаты заработной платы.

### 15 июля
Кубинцы, живущие во Флориде, собрались у здания Капитолия штата в поддержку соотечественников.
На субботу 17 июля намечены массовые акции кубинцев во многих странах мира, в том числе в крупнейших городах США, Канады, Испании, Латинской Америки и других стран, где живёт кубинская диаспора.

### 16 июля
Министр иностранных дел Кубы Бруно Родригес Паррилья заявил на пресс-конференции, что отключение Интернета было «защитной мерой от агрессии» и «консенсусом с народом». Он также заявил, что на Кубе «никогда не было голода, хотя испытывалась определённая нехватка».
По сообщениям CNN, число кубинцев, пытающихся по морю добраться до Флориды, в дни протеста достигло максимума за последние несколько лет.

### 17 июля
Более 100 000 человек вышли на улицы Кубы, чтобы выразить поддержку правительству и осудить прошедшие в стране массовые протесты.

## Последствия
Кубинским властям удалось взять ситуацию на улицах под контроль. По состоянию на 25 июля 2021 г., число задержанных оценивается в несколько сот человек, из них 60 человек предъявлены обвинения, причём статьи обвинения, как правило, неполитические — вандализм, нарушение общественного порядка и т. п.
В то же время, в дни непосредственно после протестов резко выросло число кубинцев, пытавшихся покинуть Кубу по морю. Многие из них были задержаны пограничной службой США и возвращены согласно действующему соглашению (кто успел ступить на землю США — получает убежище, кто задержан в море — должен быть возвращён); администрация президента Дж. Байдена в лице министра внутренней безопасности А. Майоркаса выступила по этому поводу с обращением к потенциальным беженцам, напомнив об этом правиле.

## Мировая реакция

### США
Советник президента США по национальной безопасности Джейк Салливан выразил поддержку протестующим.
Конгрессмен А. Окасио-Кортес выступила с речью, где она коротко заявила о «солидарности с народом Кубы» (без уточнения деталей), после чего обвинила во всех проблемах Кубы «неоправданно жестокое» эмбарго со стороны США; с аналогичными заявлениями выступили представители движения Black Lives Matter.

### Канада
В первый день после известия о протестах канадские власти призывали обе стороны воздержаться от насилия и перейти к диалогу. 15 июля 2021 г. премьер-министр Канады Джастин Трюдо выступил с телеобращением, где осудил власти Кубы за насилие против мирных протестующих и заявил, что Канада стоит «на стороне кубинского народа», и что причина протестов — глубже, чем просто нехватка продовольствия, это борьба кубинского народа за свободу и демократию.

### Европа
МИД Испании выступил в поддержку права кубинского народа мирно выражать свои требования, а премьер-министр Педро Санчес назвал кубинский режим «очевидно недемократичным».

### Россия
Пресс-секретарь МИД России Мария Захарова заявила, что «считает недопустимым вмешательство извне во внутренние дела суверенного государства и какие-либо иные деструктивные действия, которые поощряли бы дестабилизацию обстановки на острове».

### Китай
Официальные лица Китая заявили, что причиной беспорядков считают санкционную политику США в отношении Кубы.

### Латинская Америка
Политическое руководство Бразилии, Перу, Уругвая, Чили и Эквадора выступило в поддержку протестующих. С другой стороны, в поддержку «революционного правительства Кубы» или с критикой «дестабилизаторов» или «американского вмешательства» выступили главы Боливии, Венесуэлы и Никарагуа. Главы и дипломаты Аргентины, Мексики и ряда карибских государств не поддержали какую-либо из сторон, но обвинили санкционную политику США в отношении Кубы в том, что она стала причиной кризиса.

### Ватикан
В обращении к пастве 18 июля 2021 г. папа Римский Франциск призвал обе стороны к примирению и диалогу.